# Cults
Cults es una banda de indie pop estadounidense  formada en Nueva York en 2010. Su fama creció cuando publicaron su primer EP de tres canciones, Cults 7", en su página de Bandcamp. Su disquera es Sony e In the Name Of, el sello de Lily Allen.

## Historia
Cults inició en 2010 cuando el guitarrista Brian Oblivion y la cantante Madeline Follin eran estudiantes en Nueva York. Oblivion fue a NYU para estudiar cine documental y Follin estudiaba en The New School. Madeline anteriormente había grabado con la banda de punk Youth Gone Mad en el álbum Touching Cloth. Posteriormente publicaron el EP en el sello Forrest Family Records, Cults 7", pero con el track Go outside grabado por Paul Kostabi en Thunderdome Studios, la cual fue nombrada "Best New Music" por el sitio Pitchfork. Participaron en el tour de Richie Follin  Band con distintos miembros seis meses antes de firmar con ITNO/SONY. El video de "Go outside" fue protagonizado por Emma Roberts y Dave Franco

## Integrantes

### Formación actual
- Madeline Follin – voz
- Brian Oblivion – voz, guitarra, percusión

### Integrantes en vivo
- Gabriel Rodríguez
- Cory Stier
- Nathan Aguilar
- Marc Deriso
- Richie Follin
- Loren Humphrey

## Discografía

### Álbumes de estudio
- Cults, 2011
- Static, 2013
- Offering, 2017
- Host, 2020
- To the Ghosts, 2024